# Bela brachystoma
Sorgenfreispira brachystoma (danh pháp cũ: Bela brachystoma) là một loài ốc biển, một động vật thân mềm chân bụng sống ở biển trong họ Mangeliidae.
Phân loài Sorgenfreispira brachystoma africana Ardovini, 2004 đã trở thành danh pháp đồng nghĩa của Sorgenfreispira africana Ardovini, 2004

## Mô tả
Kích thước vỏ dao động từ 4 mm đến 7 mm.
Vỏ hơi hình vai hẹp, có 7-9 gân hẹp kéo dài từ vai đến gốc, các kẽ rộng hơn. Toàn bộ bề mặt phủ bằng vân quay. Màu sắc của vỏ là trắng vàng, cam hoặc đôi khi nâu đỏ đậm. Các mẫu vật màu nhạt hơn đôi khi có dải màu nâu không rõ ràng bên dưới ngoại vi.

## Phân bố
Loài này xuất hiện ở Đông Bắc Đại Tây Dương ngoài khơi Na Uy, ở Biển Bắc ngoài khơi quần đảo Anh, ở Đại Tây Dương ngoài khơi Ireland, Tây Ban Nha, Bồ Đào Nha và Tây Phi, biển Địa Trung Hải và biển Adriatic.
Hóa thạch đã được tìm thấy trong các địa tầng thế Pliocen-thế Pleistocen khác nhau ở Anh, Pháp, Tây Ban Nha và Ý.

## Hình ảnh

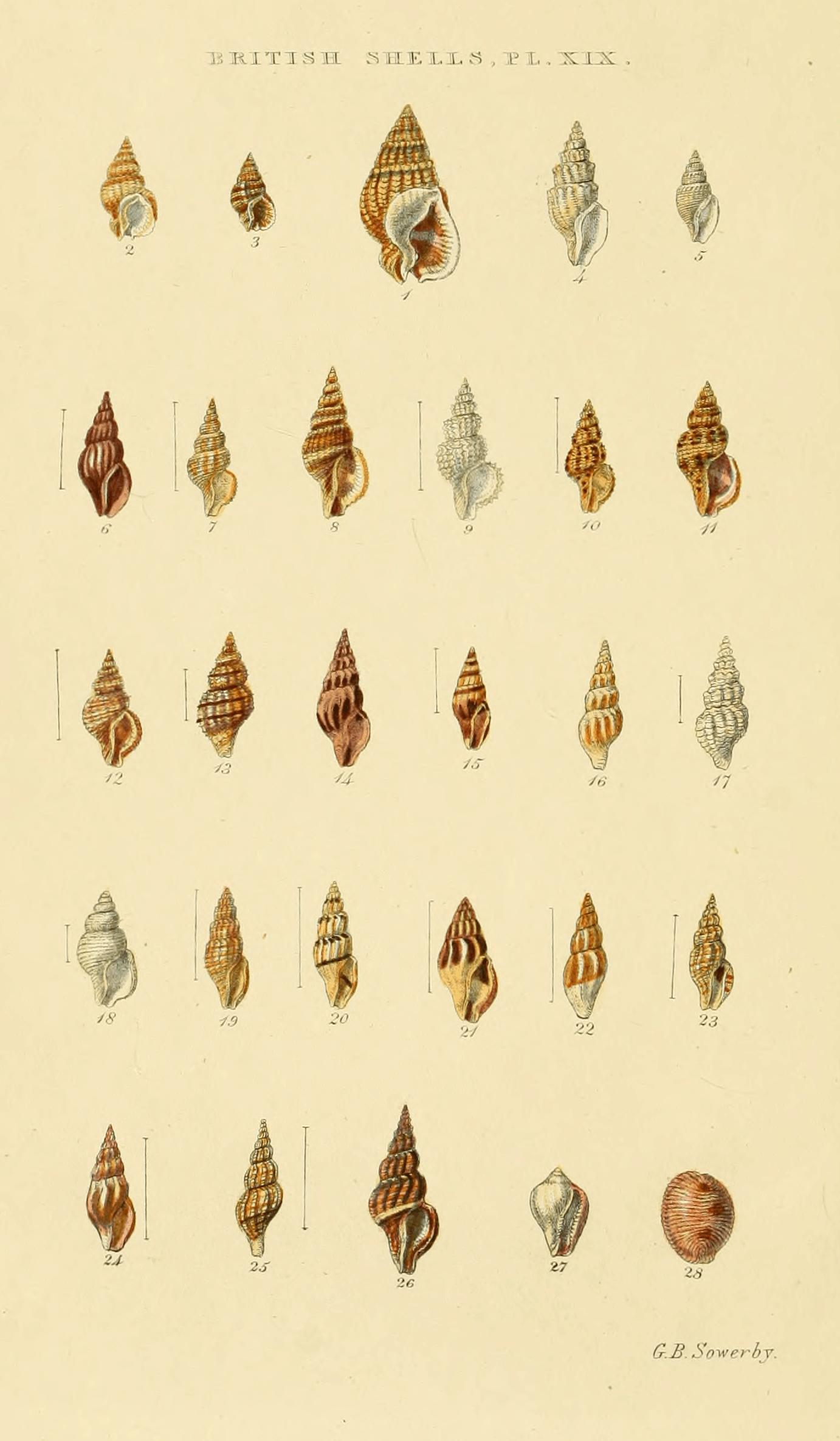